# Hypena cryptica
Hypena cryptica là một loài bướm đêm trong họ Erebidae.